# Balanophoraceae
Balanophoraceae sind eine Pflanzenfamilie in der Ordnung Sandelholzartige (Santalales). Von den etwa 50 Arten in etwa 17 Gattungen kommen die meisten in tropischen Gebieten vor.

## Beschreibung

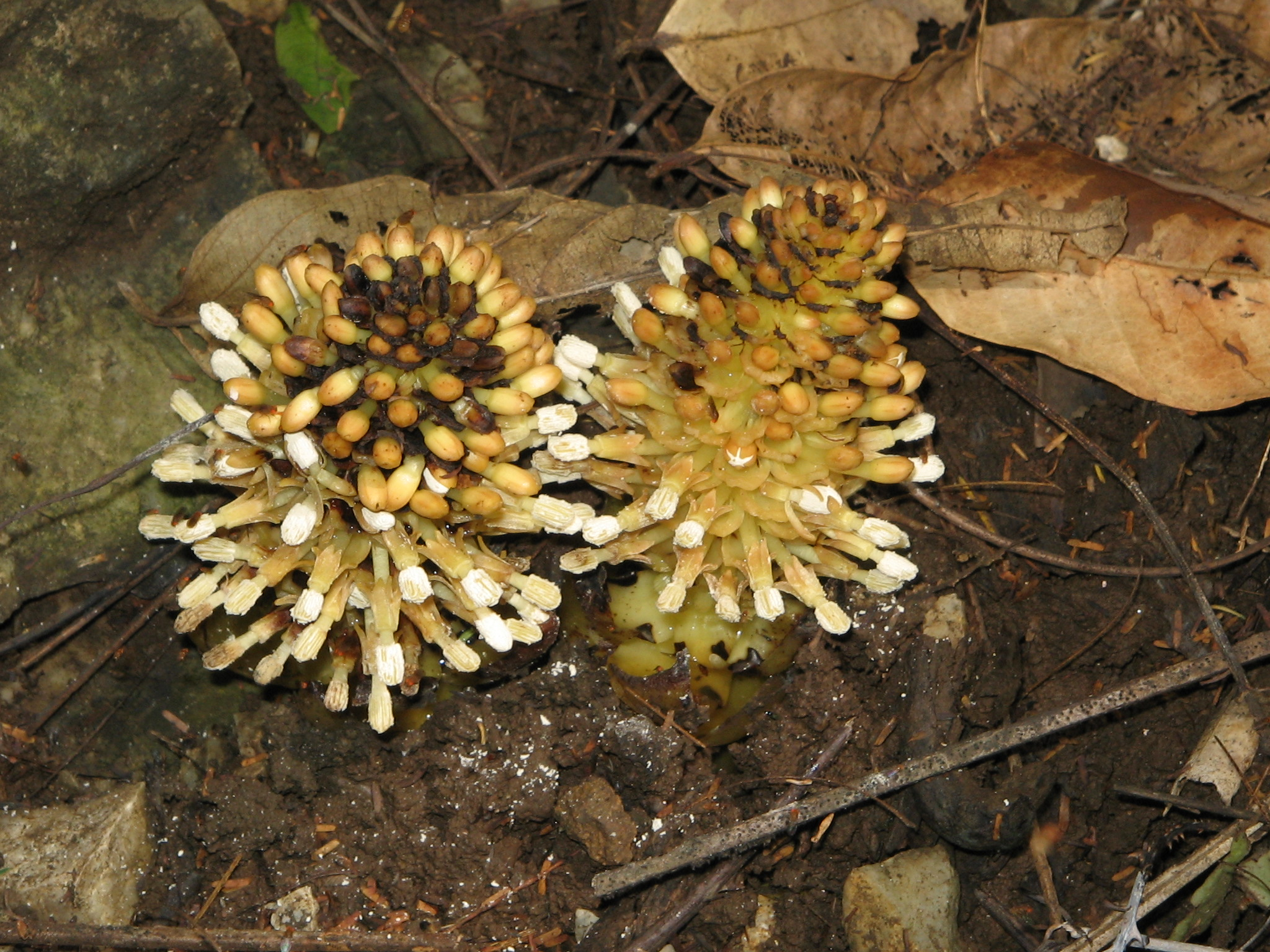
Balanophora indica – männliche Stängel

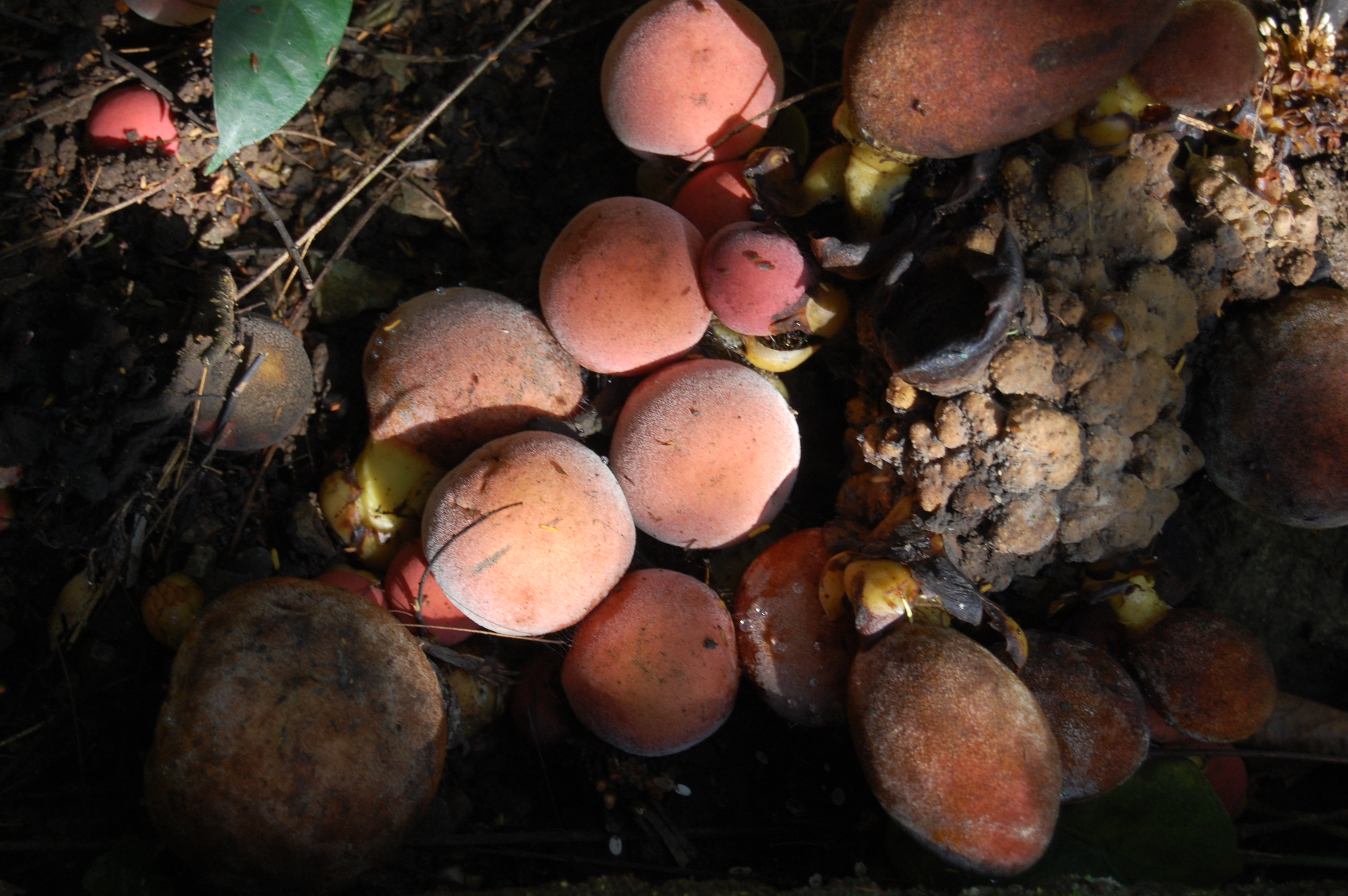
Balanophora indica – weibliche Stängel

Die zur Familie Balanophoraceae zählenden Arten sind fleischige, parasitisch lebende krautige Pflanzen, denen die Laubblätter fehlen. Die Blätter sind zu Schuppen reduziert. Da sie auch sonst kein Chlorophyll besitzen, erscheinen sie nicht in Grün, sondern ähneln eher Pilzen. Unter der Erde sind sie durch einen Strang mit einer Wirtspflanze verbunden. Weitere Wurzeln fehlen. Vom Rhizom ragen nackte oder schuppige Stängel nach oben. 
Die Arten sind getrenntgeschlechtig, einhäusig (monözisch) oder zweihäusig (diözisch). Die kleinen, eingeschlechtigen Blüten sind zu mehreren in kopfigen, traubigen oder kolbenförmigen Blütenständen angeordnet. Die männlichen Blüten haben keine bis acht Blütenhüllblätter und bis vier Staubblätter. Sie besitzen mindestens ein bis zwei Staubblätter, die Antheren sind frei oder verwachsen. Die weiblichen Blüten haben keine oder wenige Blütenhüllblätter und ihre Fruchtblätter können nicht bestimmt werden, sie sind zu einem unter- oder oberständigen, ein- oder keinkammerigen Fruchtknoten mit einem oder zwei Griffeln verwachsen.
Es werden einsamige Steinfrüchte oder Nüsse gebildet.

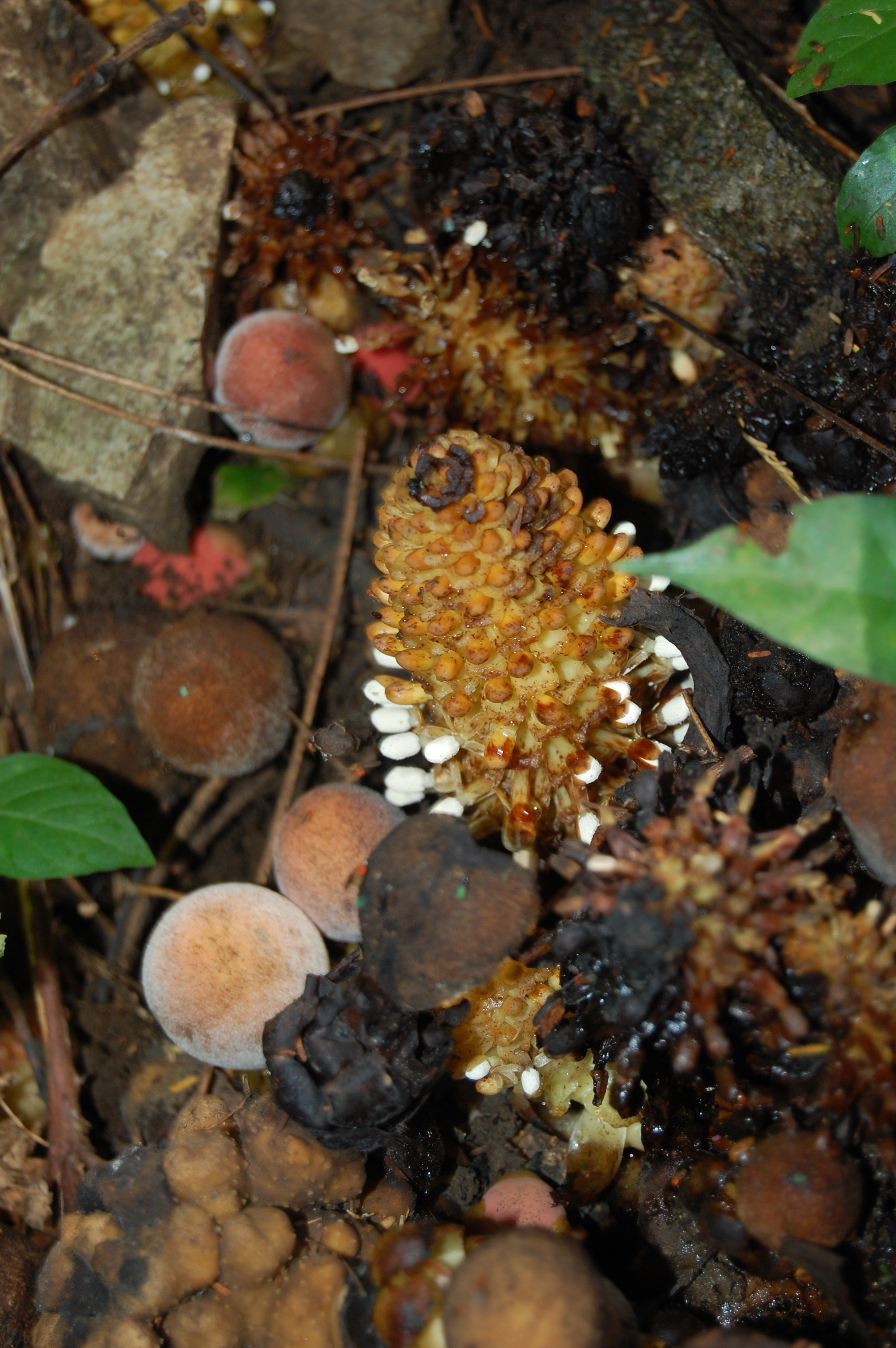
Balanophora indica

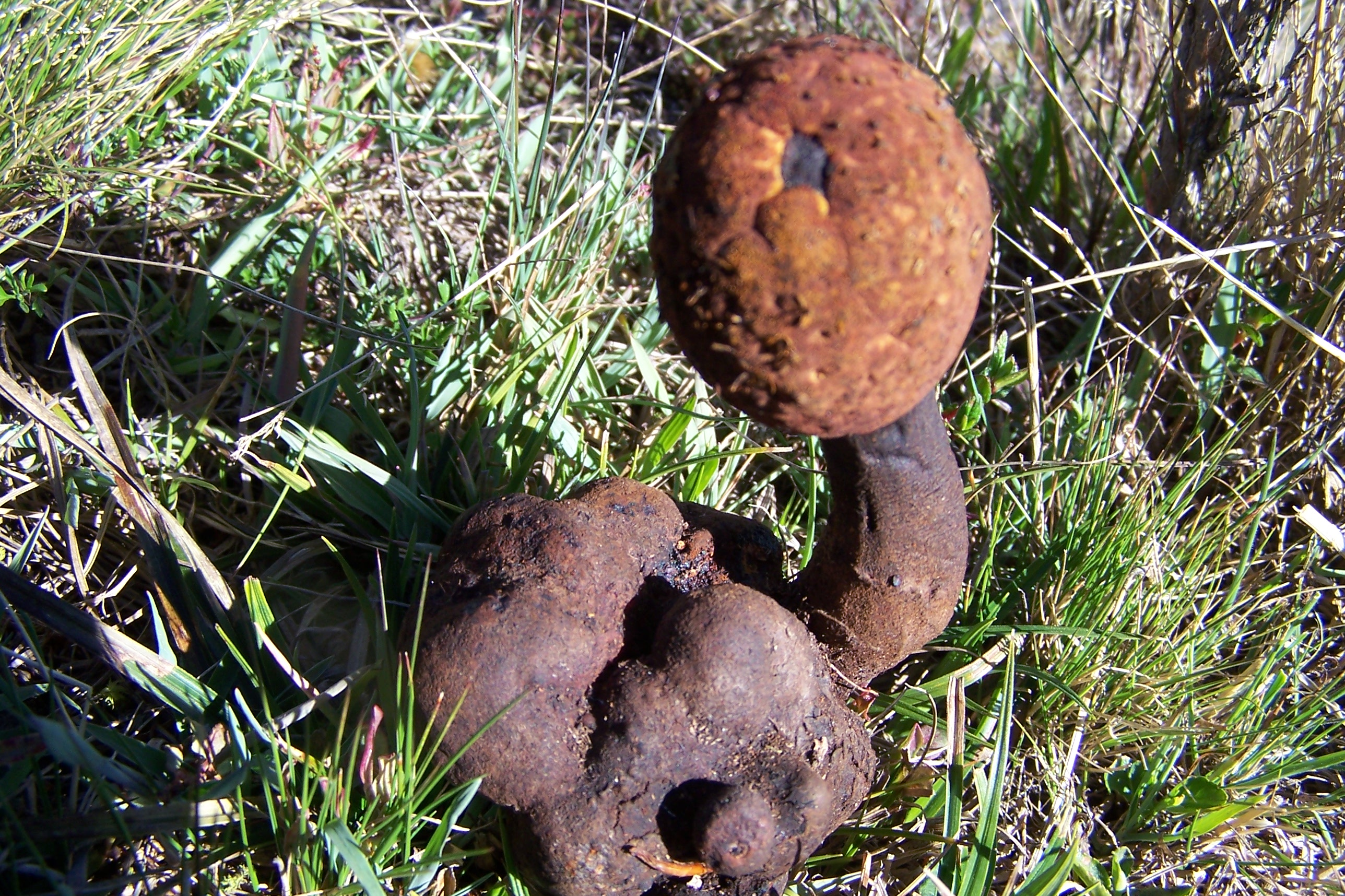
Corynaea crassa

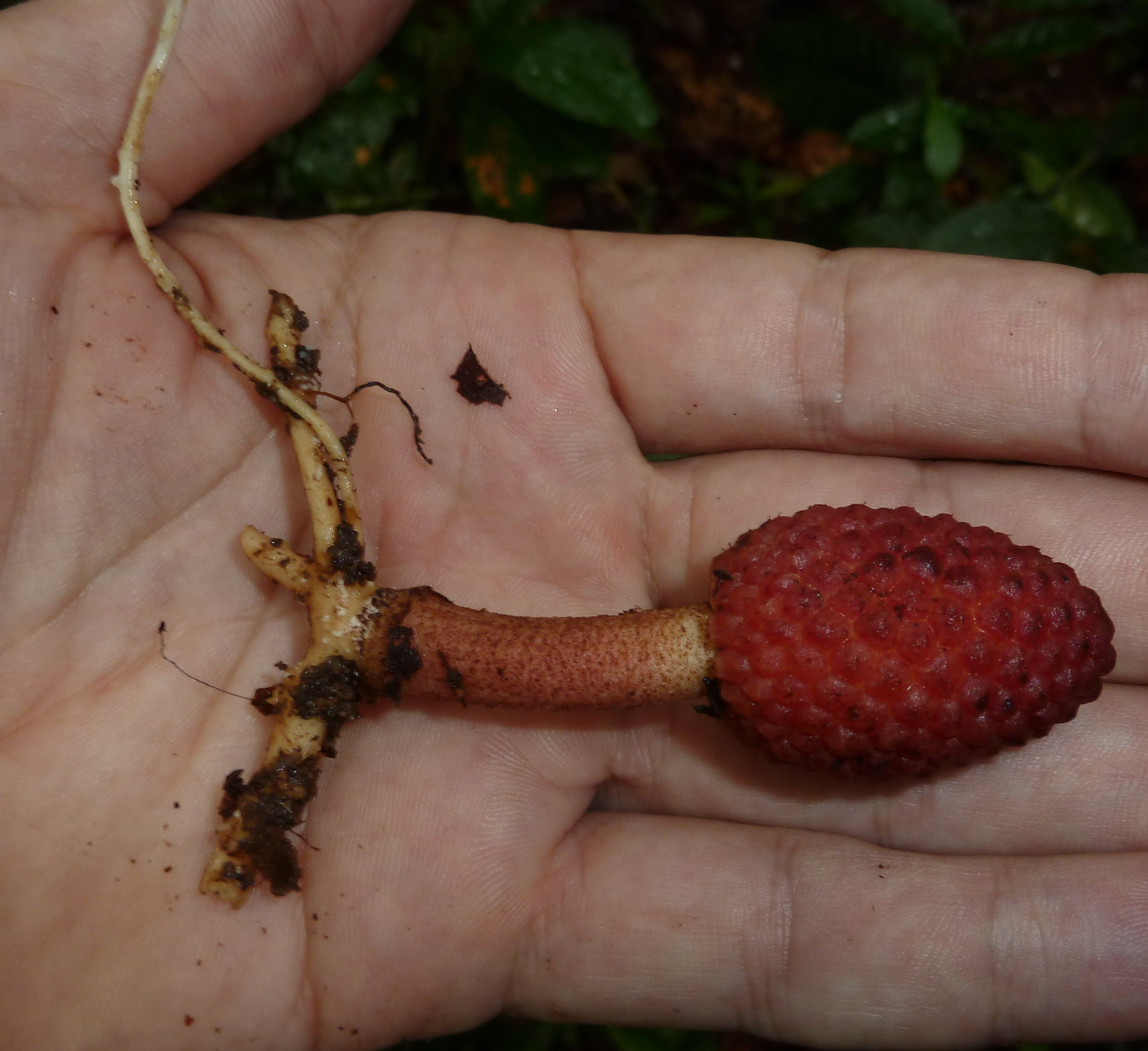
Helosis cayennensis

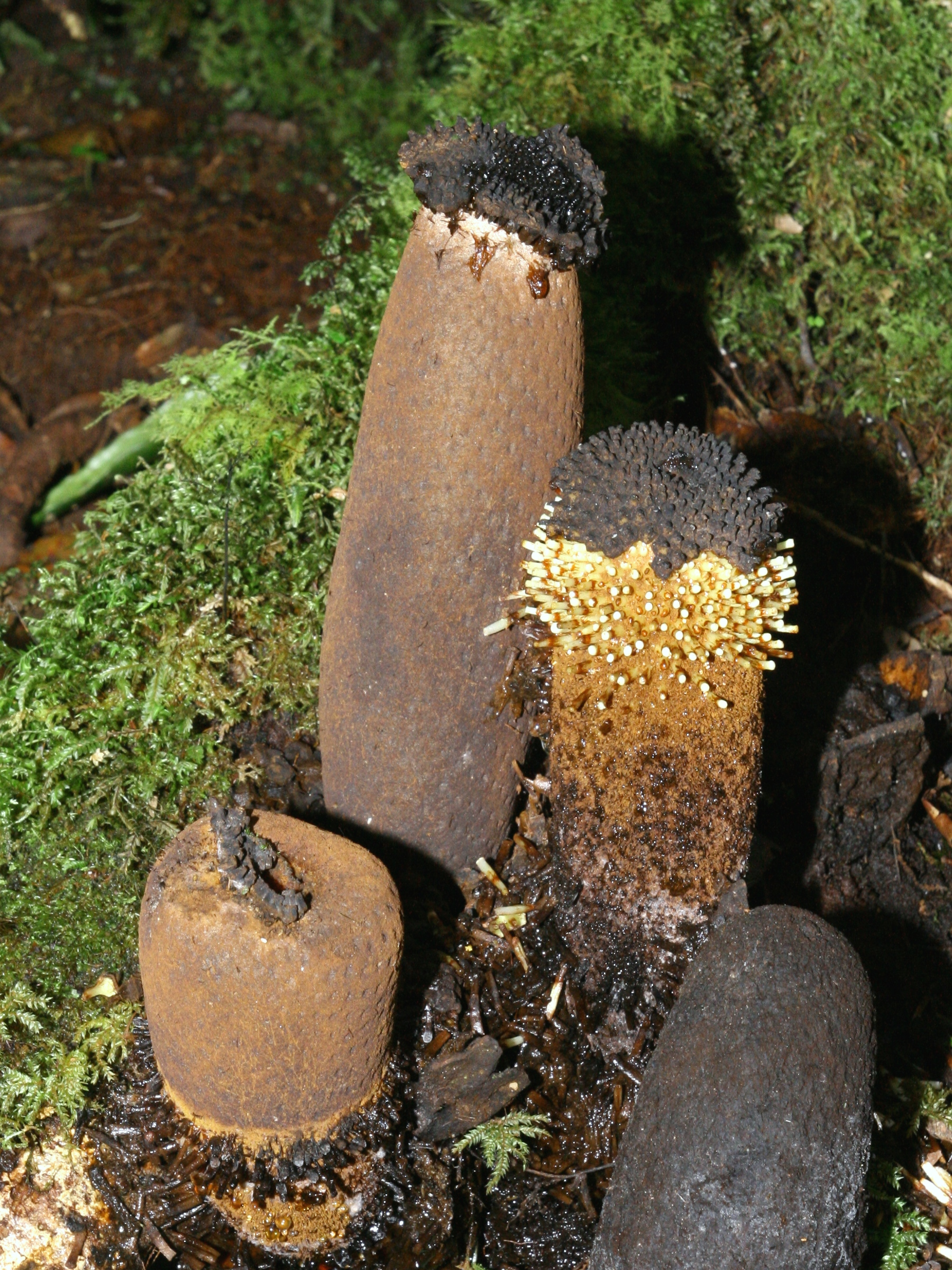
Rhopalocnemis phalloides

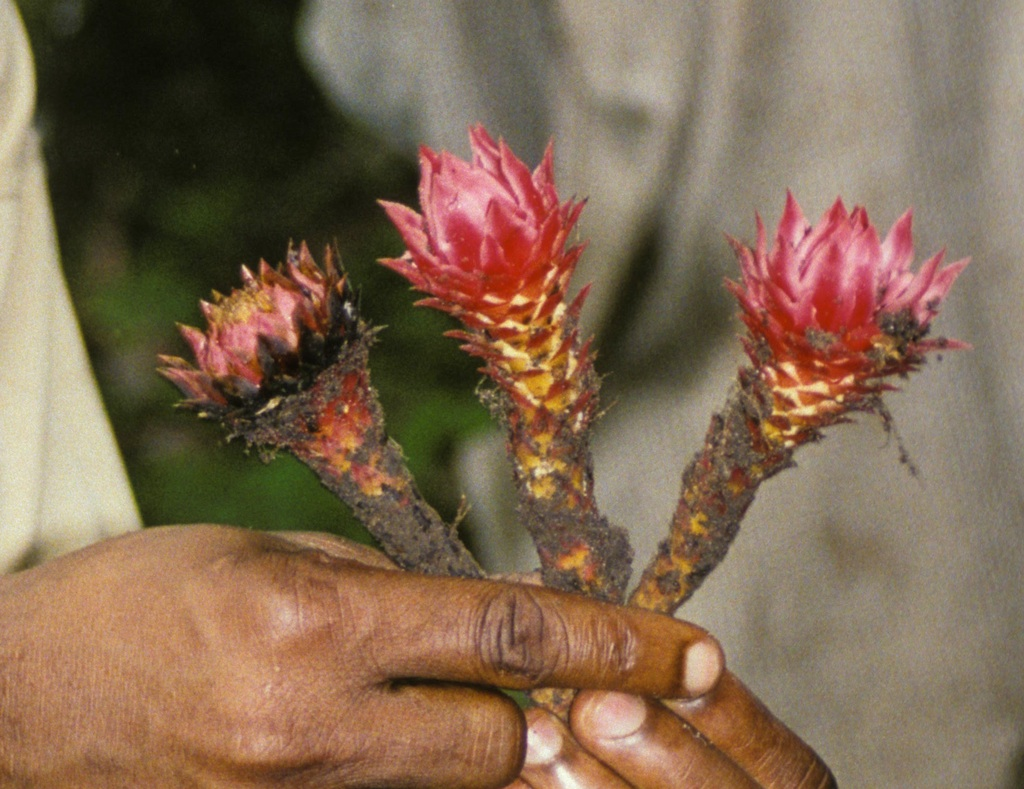
Thonningia sanguinea

## Systematik und Verbreitung
Die Familie Balanophoraceae wurde 1822 durch Louis Claude Marie Richard und Achille Richard in Mémoires du Muséum d'Histoire Naturelle, 8, S. 429 aufgestellt. Die Typusgattung ist Balanophora Forst. & G.Forst. Der Gattungsname Balanophora heißt „eicheltragend“.
Die Familie Balanophoraceae Rich. & A.Rich. nom. cons. gehört bei APG III und APG IV zur Ordnung der Sandelholzartigen (Santalales).
In der Familie Balanophoraceae gibt es etwa 17 Gattungen mit etwa 50 Arten:
- Balanophora Forst. & G.Forst. (Syn.: Acroblastum Sol. ex Setch., Balaneikon Setch., Balania Tiegh., Balaniella Tiegh., Bivolva Tiegh., Cynopsole Endl., Polyplethia (Griff.) Tiegh.): Die 15 bis 17 oder seit 2021 bis zu 25[3] Arten sind in der Paläotropis verbreitet.
- Chlamydophytum Mildbr.: Es ist eine monotypische Gattung mit der einzigen Art:[3]
  - Chlamydophytum aphyllum Mildbr.: Sie kommt im tropischen westlichen sowie zentralen Afrika nur in Kamerun sowie in der Demokratischen Republik Kongo vor.[3]
- Corynaea Hook.f. (Syn.: Itoasia Kuntze): Es ist eine monotypische Gattung mit der einzigen Art:[3]
  - Corynaea crassa Hook f.: Sie ist in der Neotropis verbreitet.[3]
- Dactylanthus Hook.f. Es ist eine monotypische Gattung mit der einzigen Art:[3]
  - Dactylanthus taylorii Hook.f.: Sie kommt in Neuseeland vor.[3]
- Ditepalanthus Fagerl.: Die nur zwei Arten kommen in Madagaskar vor:[3]
  - Ditepalanthus afzelii Fagerl.
  - Ditepalanthus malagasicus (Jum. & H.Perr.) Fagerl.
- Hachettea Baill.: Es ist eine monotypische Gattung mit der einzigen Art:
  - Hachettea austrocaledonica Baill.: Sie kommt in Neukaledonien vor.
- Helosis Rich. (Syn.: Caldasia Mutis ex Caldas nom. illeg., Exorhopala Steenis, Latraeophila Leandro ex A.St.-Hil.): Es war eine monotypische Gattung und enthält seit 2015 drei Arten:[3]
  - Helosis antillensis L.J.T.Cardoso & J.M.A.Braga: Sie wurde 2015 erstbeschrieben und kommt auf Karibischen Inseln nur im südlichen-zentralen Kuba, auf Dominica sowie Tobago vor.[3]
  - Helosis cayennensis (Sw.) Spreng. (Syn.: Helosis guyannensis Rich. nom. superfl., Cynomorium cayennense Sw.): Die zwei Varietäten sind in der Neotropis verbreitet.[3]
  - Helosis ruficeps (Ridl.) Eberwein (Syn.: Exorhopala ruficeps (Ridl.) Steenis, Rhopalocnemis ruficeps Ridl.): Sie kommt in nur auf der Malaiischen Halbinsel vor.[3]
- Langsdorffia Mart.: Die nur drei Arten kommen auf Madagaskar, Neuguinea und in der Neotropis.
- Lathrophytum Eichler: Es ist eine monotypische Gattung mit der einzigen Art:
  - Lathrophytum peckoltii Eichler: Sie kommt in nur in der brasilianischen Provinz Rio de Janeiro vor.
- Lophophytum Schott & Endl.: Die etwa vier Arten kommen in der Neotropis vor:
  - Lophophytum mirabile Schott & Endl.: Sie kommt in Brasilien und in Peru vor.[3]
  - Lophophytum pyramidale (Leandro) L.J.T.Cardoso & J.M.A.Braga (Syn.: Lophophytum leandrii Eichler): Sie kommt in Brasilien und im nordöstlichen Argentinien vor.[3]
  - Lophophytum rizzoi Delprete: Sie kommt in Brasilien vor.[3]
  - Lophophytum weddellii Hook.f.: Sie kommt in Kolumbien und Peru vor.[3]
- Mystropetalon Harv.: Die nur ein oder zwei Arten kommen in der Capensis vor:
  - Mystropetalon polemannii Harv.
  - Mystropetalon thomii Harv.
- Ombrophytum Poeppig ex Endl.: Die etwa vier Arten kommen in Südamerika und auf Galapagos vor.
- Rhopalocnemis Junghuhn: Es ist eine monotypische Gattung mit der einzigen Art:
  - Rhopalocnemis phalloides Jungh.: Sie kommt vom Himalaya über das sücliche China bis Malesien vor.[3]
- Sarcophyte Sparrmann: Mit nur zwei Arten:
  - Sarcophyte piriei Hutch.: Aus Ostafrika, von Kenia, Äthiopien bis nach Mosambik.[3]
  - Sarcophyte sanguinea Sparrm.: Südliches Mosambik bis östliche Kapprovinz.[3]
- Scybalium Schott & Endl.: Die etwa vier Arten kommen in der Neotropis vor:
  - Scybalium depressum (Hook.f.) Eichler: Sie kommt in Kolumbien, Ecuador und Peru.[3]
  - Scybalium fungiforme Schott & Endl.: Sie kommt im südöstlichen Brasilien vor.[3]
  - Scybalium glaziovii Eichler: Sie kommt im südöstlichen Brasilien vor.[3]
  - Scybalium jamaicense (Sw.) Schott & Endl.: Sie kommt auf den karibischen Inseln Kuba, Hispaniola, Jamaika sowie Puerto Rico vor.[3]
- Thonningia Vahl: Es ist eine monotypische Gattung mit der einzigen Art:[3]
  - Thonningia sanguinea Vahl: Sie kommt in West- und Zentralafrika vor.[3]